# Bretonvillers
Bretonvillers – miejscowość i gmina we Francji, w regionie Burgundia-Franche-Comté, w departamencie Doubs.
Według danych na rok 1990 gminę zamieszkiwało 236 osób, a gęstość zaludnienia wynosiła 17 osób/km² (wśród 1786 gmin Franche-Comté Bretonvillers plasuje się na 511. miejscu pod względem liczby ludności, natomiast pod względem powierzchni na miejscu 254).